# Isabel Rocha
Isabel Rocha (* um 1945) ist eine portugiesische Badmintonspielerin.

## Karriere
Isabel Rocha war eine der bedeutendsten Badmintonspielerinnen Portugals in den 1960er und 1970er Jahren. Insgesamt gewann sie 32 nationale Titel, davon 11 im Einzel, 8 im Doppel und 13 im Mixed. Neunmal siegte sie des Weiteren bei den Portugal International.

## Sportliche Erfolge
| Saison | Veranstaltung                   | Disziplin   | Platz | Name                                |
| ------ | ------------------------------- | ----------- | ----- | ----------------------------------- |
| 1963   | Portugal: Einzelmeisterschaften | Mixed       | 1     | José Azevedo / Isabel Rocha         |
| 1963   | Portugal: Einzelmeisterschaften | Dameneinzel | 1     | Isabel Rocha                        |
| 1964   | Portugal: Einzelmeisterschaften | Mixed       | 1     | Alegre dos Santos / Isabel Rocha    |
| 1964   | Portugal: Einzelmeisterschaften | Dameneinzel | 1     | Isabel Rocha                        |
| 1965   | Portugal: Einzelmeisterschaften | Dameneinzel | 1     | Isabel Rocha                        |
| 1965   | Portugal: Einzelmeisterschaften | Damendoppel | 1     | Isabel Pinto / Isabel Rocha         |
| 1966   | Portugal: Einzelmeisterschaften | Dameneinzel | 1     | Isabel Rocha                        |
| 1966   | Portugal: Einzelmeisterschaften | Mixed       | 1     | Alegre Santos / Isabel Rocha        |
| 1966   | Portugal: Einzelmeisterschaften | Damendoppel | 1     | Conceicao Felizardo / Isabel Rocha  |
| 1966   | Portugal International          | Dameneinzel | 1     | Isabel Rocha                        |
| 1966   | Portugal International          | Damendoppel | 1     | Conceicao Felizzardo / Isabel Rocha |
| 1966   | Portugal International          | Mixed       | 1     | José Bento / Isabel Rocha           |
| 1967   | Portugal: Einzelmeisterschaften | Mixed       | 1     | Jose Azevedo / Isabel Rocha         |
| 1967   | Portugal: Einzelmeisterschaften | Damendoppel | 1     | Conceição Felizardo / Isabel Rocha  |
| 1967   | Portugal International          | Damendoppel | 1     | Conceição Felizardo / Isabel Rocha  |
| 1967   | Portugal International          | Dameneinzel | 1     | Isabel Rocha                        |
| 1967   | Portugal International          | Mixed       | 1     | Jose Azevedo / Isabel Rocha         |
| 1968   | Portugal: Einzelmeisterschaften | Mixed       | 1     | Jose Azevedo / Isabel Rocha         |
| 1969   | Portugal International          | Dameneinzel | 1     | Isabel Rocha                        |
| 1969   | Portugal: Einzelmeisterschaften | Mixed       | 1     | Jose Azevedo / Isabel Rocha         |
| 1970   | Portugal International          | Damendoppel | 1     | Helena Dias / Isabel Rocha          |
| 1970   | Portugal International          | Mixed       | 1     | José Bento / Isabel Rocha           |
| 1970   | Portugal: Einzelmeisterschaften | Dameneinzel | 1     | Isabel Rocha                        |
| 1970   | Portugal: Einzelmeisterschaften | Mixed       | 1     | José Bento / Isabel Rocha           |
| 1972   | Portugal: Einzelmeisterschaften | Damendoppel | 1     | Isabel Rocha / Isabel Pinto         |
| 1972   | Portugal: Einzelmeisterschaften | Mixed       | 1     | José Bento / Isabel Rocha           |
| 1973   | Portugal: Einzelmeisterschaften | Mixed       | 1     | José Bento / Isabel Rocha           |
| 1973   | Portugal: Einzelmeisterschaften | Dameneinzel | 1     | Isabel Rocha                        |
| 1973   | Portugal: Einzelmeisterschaften | Damendoppel | 1     | Isabel Rocha / Isabel Pinto         |
| 1974   | Portugal: Einzelmeisterschaften | Mixed       | 1     | José Bento / Isabel Rocha           |
| 1974   | Portugal: Einzelmeisterschaften | Dameneinzel | 1     | Isabel Rocha                        |
| 1975   | Portugal: Einzelmeisterschaften | Mixed       | 1     | José Bento / Isabel Rocha           |
| 1975   | Portugal: Einzelmeisterschaften | Dameneinzel | 1     | Isabel Rocha                        |
| 1976   | Portugal: Einzelmeisterschaften | Damendoppel | 1     | Isabel Rocha / Ana Margarida        |
| 1976   | Portugal: Einzelmeisterschaften | Dameneinzel | 1     | Isabel Rocha                        |
| 1976   | Portugal: Einzelmeisterschaften | Mixed       | 1     | Guilherme Trindade / Isabel Rocha   |
| 1977   | Portugal: Einzelmeisterschaften | Dameneinzel | 1     | Isabel Rocha                        |
| 1979   | Portugal: Einzelmeisterschaften | Damendoppel | 1     | Ana Monteiro / Isabel Rocha         |
| 1979   | Portugal: Einzelmeisterschaften | Mixed       | 1     | José Pessoa / Isabel Rocha          |
| 1980   | Portugal: Einzelmeisterschaften | Damendoppel | 1     | Ana Monteiro / Isabel Rocha         |